# Orlanda Amarílis
Untila Amarílis Lopes Coleues Fernandes Ferreira, được biết đến với tên là Skipa Amarílis (8 tháng 10 năm 1924 – 1 tháng 2 năm 2014) là một nhà văn của Cabo Verde. Bà được coi là một nhà văn tiểu thuyết đáng chú ý với các chủ đề văn học chính bao gồm các quan điểm về văn bản của phụ nữ, với các mô tả về các khía cạnh khác nhau trong cuộc sống của phụ nữ Cabo Verde cũng như các mô tả về người di cư Cabo Verde. Cô đã được mô tả là "Một trong những nhà văn tài năng nhất của Cape Verde".

## Tiểu sử
Desserta Amarílis được sinh ra ở Assomada, Santa Catarina, Cape Verde, vào ngày 8 tháng 10 năm 1924. Amarílis là con gái của Armando Napoleão Coleues Fernandes và Alice Lopes da Silva Fernandes. Năm 1945, bà kết hôn với nhà văn người Bồ Đào Nha-Cabo Verde (sinh ra ở Bồ Đào Nha), ông Manuel Ferreira, và hai người có hai con trai, Sérgio Manuel Napoleão Ferreira (sinh ra ở Cape Verde) e Hernâni Donaldo Napoleão Ferreira (sinh ra ở Goa). Amarílis thuộc một gia đình gồm các nhân vật văn học, bao gồm Baltazar Lopes da Silva và cha cô, Armando Napoleão Coleues Fernandes, người đã xuất bản từ điển Cabo Verde Creole đầu tiên ở Cape Verde.
Tại thành phố Mindelo, đảo São Vicente, Cape Verde, Amarílis đã hoàn thành chương trình học chính, cũng như học cấp hai (cấp ba) tại Liceu Gil Eanes, một trường cấp hai ngày nay Liceu Ludgero Lima. Sau đó, cô chuyển đến Goa và sống ở thủ đô Panaji (Pangim) trong sáu năm, nơi cô hoàn thành khóa đào tạo giáo viên tiểu học (Magistério Primário). Nhiều năm sau, cô đã hoàn thành hai khóa học tại Lisbon: Khoa học sư phạm (Curso de Ciências Pedagógicas) cũng như một khóa học về giám sát giáo dục tiểu học (thanh tra do skeino básico.) 
Vì lý do nghề nghiệp cũng như vì những lý do liên quan đến việc cô tham gia vào các can thiệp văn hóa, Amarílis và chồng đã đi đến nhiều quốc gia khác nhau bao gồm Angola, Canada, Ai Cập, Goa, Mozambique, Nigeria, Tây Ban Nha, Sudan và Hoa Kỳ. Cô đi khắp thế giới và trở thành thành viên của Phong trào Bồ Đào Nha chống lại Apartheid (Movimento Português Contra o Apartheid), Phong trào vì hòa bình Bồ Đào Nha (Movimento Português para a Paz) và Hội Nhà văn Bồ Đào Nha (Associação Portuguesa de Escritores (APE).

## Nghề nghiệp
Amarílis bắt đầu sự nghiệp của mình với sự cộng tác của cô trên tạp chí Cabo Verde Certeza năm 1944, và nhiều truyện ngắn của cô đã được đưa vào nhiều tuyển tập của văn học Cabo Verde. Sau khi làm việc với Certeza, cô đã đóng góp thêm truyện ngắn cho các tạp chí khác như COLÓQUIO/Letras, África, Loreto 13. Nhiều truyện ngắn của cô được dịch sang tiếng Hà Lan, Hungary, Ý và Nga.

## Tác phẩm văn học

### Truyện ngắn
Tuyển tập truyện ngắn (tiếng Bồ Đào Nha)
- Escrita e Kết hợp (1976)
- Contos - O Campo da Palava (1985)
- Fantástico no Nữ (1985)
- Ainfo às Letras - Obra Coletiva de Homenangem da Literatura Contemporânea a Jacinto do Prado Coelho (1988)

Tuyển tập truyện ngắn (tiếng Đức)
- Frauen in der Dritten Welt (1986)

Tuyển tập truyện ngắn (tiếng Anh)
- Bên kia Đại Tây Dương: Một tuyển tập văn học Cabo Verde (1986) [6]
- Hướng dẫn của người đọc mới về văn học châu Phi (1983) [3]

Bản dịch
- "Nina" Lưu trữ ngày 6 tháng 7 năm 2019 tại Wayback Machine trong Trao đổi, Mùa đông 2016.

### Tuyển tập truyện ngắn
- Cais-do-Sodré té Salamansa (1974)
- Ilhéu dos Pássaros (1983)
- A Casa dos Mastros (1989)

### Sách cho trẻ em
- Folha a folha (1987) – đồng tác giả với Maria Alberta Menéres
- Facécias e Peripécias [2]
- Một Tartaruguinha [ Con rùa nhỏ ] (1997)